# Fricson George
Fricson Vinicio George Tenorio (Esmeraldas, 16 de septiembre de 1974) es un exfutbolista ecuatoriano de larga trayectoria en el Campeonato Ecuatoriano de Fútbol. Su último equipo fue Calvi FC de la Segunda Categoría de Ecuador.
George en su carrera como futbolista profesional ha vestido la camiseta de algunos equipos del Campeonato Ecuatoriano de Fútbol así como del exterior. Su debut lo hizo a corta edad en el Filancard F.C. hoy desaparecido. Siempre se desempeñó como lateral por la banda izquierda o como volante de avanzada por el mismo sector. También ha jugado de defensa con perfil zurdo. Destacó mayormente en el Barcelona Sporting Club, equipo con el que obtuvo el título nacional del Campeonato Ecuatoriano de Fútbol en 1995 y 1997, y el subcampeonato de la Copa Libertadores del año 1998.

## Selección nacional
Con la selección de fútbol de Ecuador jugó 19 partidos por eliminatorias.

### Participaciones enCopas América
| Torneo            | Sede     | Resultado      | PJ | GA | Asis |
| ----------------- | -------- | -------------- | -- | -- | ---- |
| Copa América 1999 | Paraguay | Fase de grupos | 2  | 0  | 0    |

### Participaciones enEliminatorias al Mundial
| Eliminatoria                           | Sede del Mundial | Posición      | Resultado   | PJ | GA | Asis |
| -------------------------------------- | ---------------- | ------------- | ----------- | -- | -- | ---- |
| Eliminatorias Mundial de Alemania 2006 | Alemania         | 3°lugar 28pts | Clasificado | 0  | 0  | 0    |

## Clubes (trayectoria)
| Club                | País    | Año       |
| ------------------- | ------- | --------- |
| Filancard F.C.      | Ecuador | 1993      |
| Delfín SC           | Ecuador | 1994      |
| Barcelona SC        | Ecuador | 1994-1998 |
| Santos FC           | Brasil  | 1999      |
| Barcelona SC        | Ecuador | 2000-2008 |
| El Nacional         | Ecuador | 2009      |
| River Plate Ecuador | Ecuador | 2010-2011 |
| Calvi FC            | Ecuador | 2013      |

## Campeonatos nacionales
| Título                 | Club      | País    | Año  |
| ---------------------- | --------- | ------- | ---- |
| Campeonato Ecuatoriano | Barcelona | Ecuador | 1995 |
| Campeonato Ecuatoriano | Barcelona | Ecuador | 1997 |

- Datos: Q2065676